# Estación de Quinconces (Tranvía de Burdeos)
La estación de Quinconces (Quinconcis, en occitano) es una estación del Tranvía de Burdeos situada en la Place des Quinconces, de donde saca su nombre. Da servicio a tres de las cuatro líneas de la red, así como al Ferry de Burdeos.

## Historia
La estación se abrió al público el 15 de mayo de 2004, coincidiendo con la apertura de las líneas  y . Actuó como cabecera provisional de ambas líneas. Lo fue de la línea  hasta que el 23 de julio de 2007 se amplió la línea entre esta estación y la actual estación Cité du Vin. Fue la cabecera de la línea  hasta el 19 de noviembre de 2007, cuando la línea se amplió entre esta estación y Grand Parc.
El 2 de mayo de 2013, con la puesta en marcha del servicio de Ferry de Burdeos, se puso en servicio también el embarcadero de Quinconces.
A partir del 16 de marzo de 2015, coincidiendo con la ampliación de la línea  hasta Václav Havel, se puso en marcha un nuevo servicio parcial que opera sólo en las horas puntas en esta línea. Una de las cabeceras es la estación de Quinconces—Fleuve que sólo alberga estos servicios, pero se encuentra a escasos metros de los apeaderos de las líneas  y  en Quinconces.
El 14 de diciembre de 2019 se pondrá en servicio la nueva línea . Esta seguirá el mismo recorrido que la línea  entre Carle Vernet y Quinconces, y luego tomará dirección noroeste. Al utilizar exactamente el mismo recorrido que el servicio parcial con cabecera en Quinconces—Fleuve, aunque luego sigue hacia Carré des Jalles, este se eliminará, haciendo que el apeadero de Quinconces—Fleuve quede sin uso.

## Paradas
| numN105 | RP2 | _ | _ | RP2 | uCONTg@G |

| uCONTg@Gq | uSKRZ-G2q | uABZq+l | uABZq+r | uSKRZ-G2q | uABZr+r |

| _ | RP2 | uSTR | uSTR | RP2 | uCONTf@F |

| _ | RP2 | uBHF | uSTR | RP2 |  |

| _ | RP2 | uSTR | uBHF | RP2 |  |

| _ | RP2+BHF | uSTR | uSTR | RP2 |  |

| _ | RP2 | uSTR | uSTR | RP2+BHF |  |

| _ | RP2+BHF | uSTR | uSTR | RP2 |  |

| _ | RP2 | uSTR | uSTR | RP2+BHF |  |

| uCONTg@G | RP2 | uSTR | uSTR | RP2 | _ |

| uSTRl | uSKRZ-G2q | uxABZqr | uxABZql | uSKRZ-G2q | uCONTf@Fq |

| RP4q | RP4nRP2 | RP4q | RP4q | RP4nRP2 | RP4q |

| WASSERq | WASSERq | WASSERq | WASSERq | WASSERq | WASSERq |

| numN105 | RP2 | _ | _ | RP2 | uCONTg@G |

| uCONTg@Gq | uSKRZ-G2q | uABZq+l | uABZq+r | uSKRZ-G2q | uABZr+r |

| _ | RP2 | uSTR | uSTR | RP2 | uCONTf@F |

| _ | RP2 | uBHF | uSTR | RP2 |  |

| _ | RP2 | uSTR | uBHF | RP2 |  |

| _ | RP2+BHF | uSTR | uSTR | RP2 |  |

| _ | RP2 | uSTR | uSTR | RP2+BHF |  |

| _ | RP2+BHF | uSTR | uSTR | RP2 |  |

| _ | RP2 | uSTR | uSTR | RP2+BHF |  |

| uCONTg@G | RP2 | uSTR | uSTR | RP2 | _ |

| uSTRl | uSKRZ-G2q | uxABZqr | uxABZql | uSKRZ-G2q | uCONTf@Fq |

| RP4q | RP4nRP2 | RP4q | RP4q | RP4nRP2 | RP4q |

| WASSERq | WASSERq | WASSERq | WASSERq | WASSERq | WASSERq |

| numN105 | RP2 | _ | _ | RP2 | uCONTg@G |

| uCONTg@Gq | uSKRZ-G2q | uABZq+l | uABZq+r | uSKRZ-G2q | uABZr+r |

| _ | RP2 | uSTR | uSTR | RP2 | uCONTf@F |

| _ | RP2 | uBHF | uSTR | RP2 |  |

| _ | RP2 | uSTR | uBHF | RP2 |  |

| _ | RP2+BHF | uSTR | uSTR | RP2 |  |

| _ | RP2 | uSTR | uSTR | RP2+BHF |  |

| _ | RP2+BHF | uSTR | uSTR | RP2 |  |

| _ | RP2 | uSTR | uSTR | RP2+BHF |  |

| uCONTg@G | RP2 | uSTR | uSTR | RP2 | _ |

| uSTRl | uSKRZ-G2q | uxABZqr | uxABZql | uSKRZ-G2q | uCONTf@Fq |

| RP4q | RP4nRP2 | RP4q | RP4q | RP4nRP2 | RP4q |

| WASSERq | WASSERq | WASSERq | WASSERq | WASSERq | WASSERq |

| numN105 | RP2 | _ | _ | RP2 | uCONTg@G |

| uCONTg@Gq | uSKRZ-G2q | uABZq+l | uABZq+r | uSKRZ-G2q | uABZr+r |

| _ | RP2 | uSTR | uSTR | RP2 | uCONTf@F |

| _ | RP2 | uBHF | uSTR | RP2 |  |

| _ | RP2 | uSTR | uBHF | RP2 |  |

| _ | RP2+BHF | uSTR | uSTR | RP2 |  |

| _ | RP2 | uSTR | uSTR | RP2+BHF |  |

| _ | RP2+BHF | uSTR | uSTR | RP2 |  |

| _ | RP2 | uSTR | uSTR | RP2+BHF |  |

| uCONTg@G | RP2 | uSTR | uSTR | RP2 | _ |

| uSTRl | uSKRZ-G2q | uxABZqr | uxABZql | uSKRZ-G2q | uCONTf@Fq |

| RP4q | RP4nRP2 | RP4q | RP4q | RP4nRP2 | RP4q |

| WASSERq | WASSERq | WASSERq | WASSERq | WASSERq | WASSERq |